# سرشک (رمان)
سرشک رمانی از محمد حجازی است که در سال ۱۳۳۲ منتشر و برندهٔ جایزه کتاب سال سلطنتی شد.